# Pristimantis peruvianus
Espèce
Synonymes
- Hylodes peruvianus Melin, 1941
- Eleutherodactylus peruvianus (Melin, 1941)

Statut de conservation UICN

 LC  : Préoccupation mineure
Pristimantis peruvianus est une espèce d'amphibiens de la famille des Craugastoridae.

## Répartition
Cette espèce se rencontre entre 200 et 1 750 m d'altitude dans le haut bassin de l'Amazone :
- dans le sud-est de la Colombie ;
- dans l'est de l'Équateur ;
- dans l'est du Pérou ;
- au Brésil en Acre et dans l'ouest de l'Amazonas.

Sa présence est incertaine en Bolivie.

## Étymologie
Son nom d'espèce lui a été donné en référence au lieu de sa découverte, le Pérou.

## Publication originale
- Melin, 1941 : Contributions to the knowledge of the Amphibia of South America. Göteborgs Kungliga Vetenskaps och Vitter-Hets Samhalles Handlingar, vol. 88, p. 1–71 (texte intégral).